# Авиационные происшествия Аэрофлота 1984 года

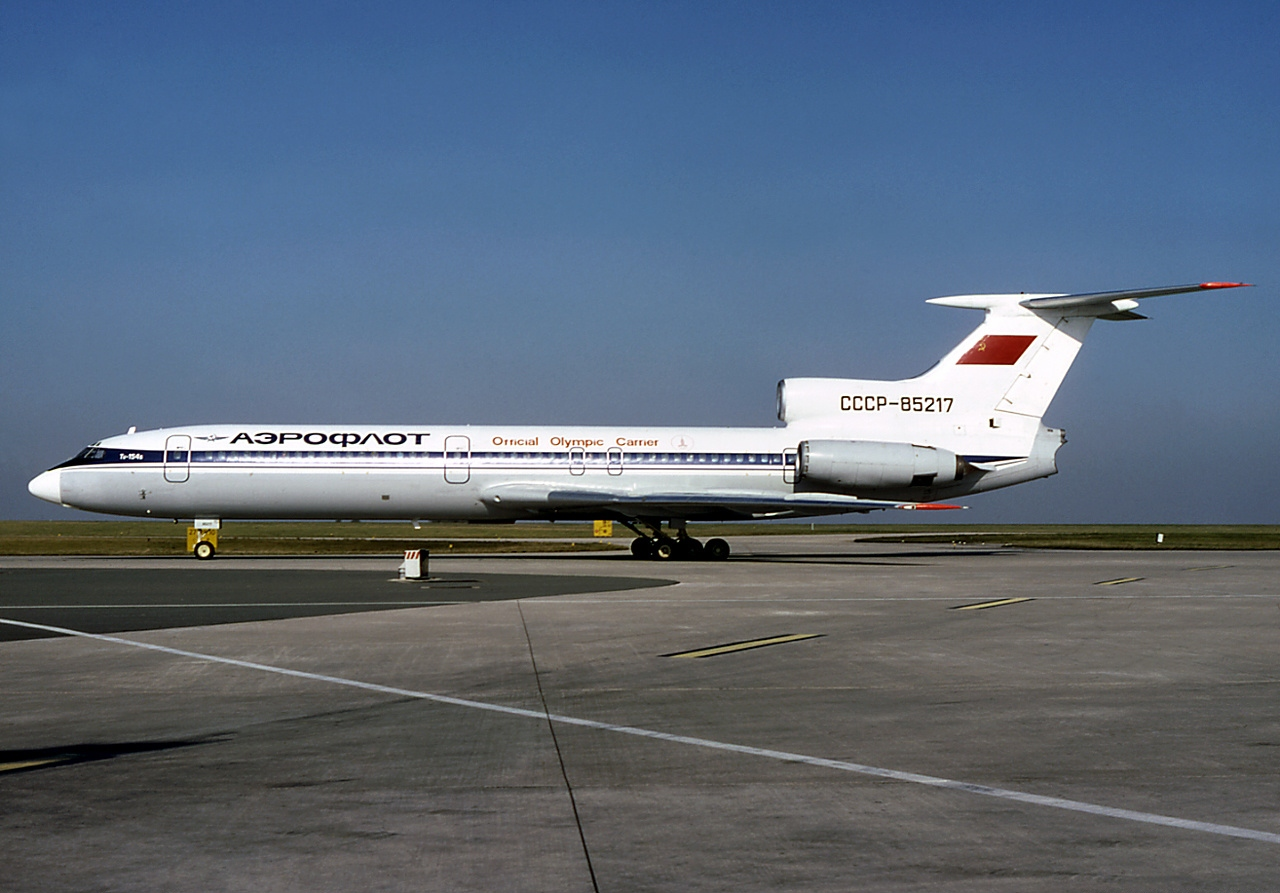
Ту-154Б предприятия «Аэрофлот»

Авиационные происшествия и инциденты, включая угоны, произошедшие с воздушными судами Министерства гражданской авиации СССР («Аэрофлот») в 1984 году.
В этом году крупнейшая катастрофа с воздушными судами предприятия «Аэрофлот» произошла 11 октября в аэропорту Омска (РСФСР), когда самолёт Ту-154Б-1 при посадке врезался в аэродромные машины, при этом в общей сложности погибли 178 человек (подробнее…).

## Список
Отмечены происшествия и инциденты, когда воздушное судно было восстановлено.
| Дата                  | Место                              | ВС        | Бортовой номер | Управление          | Жертв     | Описание | И      |
| --------------------- | ---------------------------------- | --------- | -------------- | ------------------- | --------- | --- | ------ |
| 1984 года             | Минск                              | Ту-134А   | 65095          | Белорусское         | 0/0       | Сгорел во время ремонта | [ 1 ]  |
| 1 января 1984 года    | Северо-Эвенск                      | Ми-8      | 25346          | Магаданское         | 8/8       | Столкновение с деревьями в ходе браконьерской охоты | [ 2 ]  |
| 3 января 1984 года    | Новоаганск                         | Ми-6      | 21006          | Тюменское           | 38/80     | Упал при взлёте из-за значительного перегруза (подробнее…) | [ 3 ]  |
| 22 января 1984 года   | Колпашево                          | Ми-2      | 14391          | Западно-Сибирское   | 0/?       | Разбился после самовольного вылета пьяного пилота | [ 4 ]  |
| 28 января 1984 года   | Ижевск                             | Ан-24РВ   | 47310          | Уральское           | 4/53      | Сваливание при посадке из-за отказа руля высоты (подробнее…) | [ 5 ]  |
| 1 февраля 1984 года   | Зея                                | Ми-8      | 22463          | Дальневосточное     | 0/4       | При наборе высоты трос внешней подвески зацепился за препятствие, а затем сорвавшись подлетел вверх и врезался в несущий винт                                        | [ 6 ]  |
| 10 февраля 1984 года  | Усинск                             | Ми-8Т     | 22508          | Коми                | 0/8       | Вынужденная посадка на озеро в лесу из-за отказа двигателя | [ 7 ]  |
| 11 февраля 1984 года  | Нелькан                            | Ан-2      | 35002          | Дальневосточное     | 0/2       | Перегруженный самолёт после взлёта врезался в сопку | [ 8 ]  |
| 19 февраля 1984 года  | Чумикан                            | Ми-4А     | 14266          | Дальневосточное     | 0/?       | Отказ двигателя | [ 9 ]  |
| 29 февраля 1984 года  | Пермь                              | Ми-2      | 15748          | Уральское           | 0/?       | Столкновение с телефонными проводами после взлёта | [ 10 ] |
| 14 марта 1984 года    | Усть-Орда                          | Ми-4А     | 14242          | Восточно-Сибирское  | 0/?       | Отделение лопасти несущего винта при посадке | [ 11 ] |
| 7 апреля 1984 года    | Батамай                            | Ми-8Т     | 24649          | Якутское            | 0/7       | Сваливание в штопор из-за ошибки экипажа | [ 12 ] |
| 17 апреля 1984 года   | Камышин                            | Ми-2      | 20096          | Северо-Кавказское   | 0/7       | Отказ муфты свободного хода | [ 13 ] |
| 19 апреля 1984 года   | Рожнятов                           | Ми-2      | 20626          | Украинское          | 5/7       | Отказ двигателя и столкновение с ЛЭП при посадке | [ 14 ] |
| 6 мая 1984 года       | Старое Жуково, Плавский район      | Ан-2М     | 05918          | Центральных районов | 1/1       | Упал при авиационно-химических работах из-за отказа триммера руля высоты                                                                                             | [ 15 ] |
| 11 мая 1984 года      | Большевик                          | Ми-8      | 22397          | Красноярское        | 0/7       | Упал на лёд при взлёте | [ 16 ] |
| 11 мая 1984 года      | Одесская область                   | Ми-2      | 20211          | Украинское          | 0/?       | Отказ электрической системы управления несущим винтом | [ 17 ] |
| 13 мая 1984 года      | Романовка                          | Ка-26     | 19513          | Дальневосточное     | 1/2       | Упал при взлёте из-за сдвига ветра | [ 18 ] |
| 16 мая 1984 года      | Узген                              | Ми-2      | 15287          | Киргизское          | 0/?       | Упал при взлёте из-за перетяжеления несущего винта | [ 19 ] |
| 21 мая 1984 года      | Ворошиловградская область          | Ан-2      | 07293          | Украинское          | 0/?       | При развороте над оврагом врезался в землю | [ 20 ] |
| 4 июня 1984 года      | Курчанская                         | Ми-2      | 20068          | Азербайджанское     | 0/?       | Врезался в землю при посадке с попутным ветром | [ 21 ] |
| 14 июня 1984 года     | Порт-Артур                         | Ан-2Р     | 01378          | Уральское           | 4/4       | Столкновение с землёй при авиационно-химических работах из-за пьяного экипажа                                                                                        | [ 22 ] |
| 16 июня 1984 года     | Херсонская область                 | Ан-2Р     | 84600          | Украинское          | 1/2       | Столкновение с землёй при авиационно-химических работах из-за нарушения в работе двигателя                                                                           | [ 23 ] |
| 16 июня 1984 года     | Одесская область                   | Ан-2      | 02528          | Украинское          | 0/?       | Столкновение с птицей при взлёте | [ 24 ] |
| 18 июня 1984 года     | н.д.                               | Ту-154    | н.д.           | н.д.                | 0/?       | Попытка угона самолёта, выполнявшего рейс из Москвы (Домодедово) в Сургут, одним из пассажиров                                                                       | [ 25 ] |
| 19 июня 1984 года     | Целиноградская область             | Ан-2Р     | 70639          | Казахское           | 1/2       | Столкновение с землёй при авиационно-химических работах | [ 26 ] |
| 20 июня 1984 года     | Усть-Бюр                           | Ми-2      | 20888          | Красноярское        | 0/3       | При посадке с попутно-боковым ветром зацепил землю и опрокинулся | [ 27 ] |
| 21 июня 1984 года     | Сиваковка                          | Ан-2      | 09612          | Дальневосточное     | 0/?       | Отказ двигателя из-за столкновения с птицей | [ 28 ] |
| 4 июля 1984 года      | Каракоин, Карагандинская область   | АН-2П     | 07356          | Казахское           | 2/6       | Пьяный пассажир на месте второго пилота ввёл самолёт в пике | [ 29 ] |
| 4 июля 1984 года      | Чульман                            | L-410M    | 67276          | Якутское            | 0/?       | При посадке разрушилась передняя стойка шасси | [ 30 ] |
| 5 июля 1984 года      | Кустанайская область               | Ан-2Р     | 02878          | Уральское           | 3/3       | Столкновение с землёй при авиационно-химических работах из-за пьяного экипажа                                                                                        | [ 31 ] |
| 5 июля 1984 года      | Абакан                             | Ми-2      | 23493          | Красноярское        | 0/1       | Столкновение с землёй при авиационно-химических работах из-за отвлечения пилота                                                                                      | [ 32 ] |
| 12 июля 1984 года     | Айхал                              | Ми-8      | 22214          | Якутское            | 0/3       | Опрокинулся при посадке из-за ошибок экипажа | [ 33 ] |
| 12 июля 1984 года     | Закарпатская область               | Ми-2      | 15704          | Украинское          | 0/?       | Столкновение с деревьями в ходе полёта | [ 34 ] |
| 14 июля 1984 года     | «Советская Родина», Архангельская  | Ан-2      | 40827          | Северо-Кавказское   | 2/3       | Столкновение с землёй при авиационно-химических работах из-за ошибок экипажа                                                                                         | [ 35 ] |
| 14 июля 1984 года     | Барисахо                           | Ми-2      | 20334          | Грузинское          | 0/?       | Столкновение с землёй при посадке из-за попадания в нисходящий воздушный поток                                                                                       | [ 36 ] |
| 14 июля 1984 года     | Левокумское                        | Ка-26     | 19276          | Северо-Кавказское   | 0/?       | Разрушение колонки несущих винтов в полёте | [ 37 ] |
| 17 июля 1984 года     | Оренбургская область               | Ан-2      | 05763          | Приволжское         | 5/7       | Упал при взлёте из-за ошибок пьяного экипажа | [ 38 ] |
| 23 июля 1984 года     | Богучанский район                  | Ан-2      | 01712          | Красноярское        | 0/?       | Упал при взлёте из-за сдвига ветра | [ 39 ] |
| 24 июля 1984 года     | Красноселькуп                      | Ан-26Б    | 26009          | Тюменское           | 0/?       | Выкатился за пределы ВПП при посадке | [ 40 ] |
| 24 июля 1984 года     | Кысык-Камыс, Джангалинский район   | Ан-2      | 07602          | Приволжское         | 4/4       | Разрушился при вынужденной посадке из-за пожара двигателя | [ 41 ] |
| 27 июля 1984 года     | Лазурное                           | Ан-2Т     | 07602          | Украинское          | 0/2+      | Выкатился за пределы ВПП при посадке | [ 42 ] |
| 27 июля 1984 года     | Андрюшино                          | Ан-2      | 07634          | Уральское           | 0/?       | Отказ двигателя | [ 43 ] |
| 28 июля 1984 года     | Херсонская область                 | Ка-26     | 19365          | Украинское          | 2/2       | Упал при посадке из-за обрыва валов верхнего и нижнего несущих винтов                                                                                                | [ 44 ] |
| 19 августа 1984 года  | Актюбинск                          | Ил-86     | 86007          | Московское          | 0/279+    | При выполнении рейса «Ташкент—Москва» отделились части внутренних закрылков обоих крыльев; экипаж совершил вынужденную посадку в Актюбинске, при этом лопнули 7 шин. | [ 45 ] |
| 27 августа 1984 года  | Сеньковка                          | Ми-2      | 15789          | Украинское          | 0/?       | Упал при посадке после авиационно-химических работ из-за неравномерного распределения остатков химикатов по бакам                                                    | [ 46 ] |
| 16 сентября 1984 года | Ирбенский пролив, близ Сааремаа    | Ил-14П    | 91611          | Ленинградское       | 0/10      | Вынужденное приводнение в результате сбоя в работе двигателей | [ 47 ] |
| 25 сентября 1984 года | Кольцово, Свердловск               | Ан-24РВ   | 47358          | Западно-Сибирское   | 1/41      | Разрушение турбины двигателя РУ-19А-300 при взлёте; обломком убило одного из пассажиров.                                                                             | [ 48 ] |
| 4 октября 1984 года   | Шоптыколь                          | Ан-2      | 35434          | Казахское           | 0/6       | При полёте на малой высоте в холмистой местности из-за турбулентности ударился шасси и крылом о землю; разрушился при вынужденной посадке в Шоптыколе                | [ 49 ] |
| 6 октября 1984 года   | Кепервеем                          | Ми-8      | 25733          | Магаданское         | 3/3       | Столкновение с горой при обходе снегопада | [ 50 ] |
| 6 октября 1984 года   | Тадебяяха                          | Ми-8      | 22327          | Тюменское           | 1/4       | Опрокинулся при посадке из-за ошибки экипажа | [ 51 ] |
| 6 октября 1984 года   | Средний Калар                      | Ан-2      | 55763          | Восточно-Сибирское  | 0/?       | Вынужденная посадка в тайге после отказа двигателя из-за обледенения                                                                                                 | [ 52 ] |
| 11 октября 1984 года  | Омск                               | Ту-154Б-1 | 85243          | Западно-Сибирское   | 4+174/179 | Столкновение с аэродромными машинами при посадке (подробнее…) | [ 53 ] |
| 24 октября 1984 года  | Заваль                             | Ан-2      | 32311          | Восточно-Сибирское  | 1/16      | Сваливание при взлёте из-за перегруза | [ 54 ] |
| 2 ноября 1984 года    | Верхняя Гутара                     | Ми-4А     | 14342          | Дальневосточное     | 0/?       | Столкновение с горой при полёте в сложных метеоусловиях | [ 55 ] |
| 17 ноября 1984 года   | Сёяха                              | Ми-8      | 22321          | Тюменское           | 15/15     | Упал после взлёта (подробнее…) | [ 56 ] |
| 4 декабря 1984 года   | Кострома                           | L-410MA   | 67225          | Центральных районов | 10/10     | Упал вскоре после взлёта из-за дезориентации экипажа (подробнее…) | [ 57 ] |
| 18 декабря 1984 года  | Верхнеимбатское, Туруханский район | Ан-2      | 07861          | Красноярское        | 0/?       | Сваливание при взлёте из-за нарушений центровки | [ 58 ] |
| 23 декабря 1984 года  | Красноярск                         | Ту-154Б-2 | 85338          | Красноярское        | 110/111   | Пожар на борту из-за разрушения двигателя (подробнее…) | [ 59 ] |
| 24 декабря 1984 года  | остров Уединения                   | Ми-8      | 22686          | Красноярское        | 0/5       | Столкновение с землёй при посадке в тумане | [ 60 ] |
| 29 декабря 1984 года  | Линейное                           | L-410UVP  | 67140          | Северо-Кавказское   | 0/?       | Вынужденная посадка в степи из-за истощения топлива | [ 61 ] |